# Tuğba Karaca
Tuğba Karaca (* 19. August 1979 in Ankara) ist eine türkische Schauspielerin, Model und Gewinnerin eines Schönheitswettbewerbs.

## Leben und Karriere
Karaca wurde am 19. August in Ankara geboren. 1993 zog sie mit ihrer Familie nach Izmir. Sie studierte an der Yeditepe Üniversitesi. 2003 gewann Karaca den Titel Miss Turkey 2003. Ihr Debüt gab sie 2005 in der Fernsehserie Çılgın Yuva. Am 10. Juli 2006 heiratete Karaca den türkischen Basketballspieler Cömert Küce. Im selben Jahr trat sie in der Serie Eksi 18 auf. Anschließend bekam sie 2009 in dem Film Kutsal Damacana 2: İt Men die Hauptrolle. Außerdem wurde sie 2010 für den Film Herkes mi Aldatır? gecastet.

## Filmografie (Auswahl)
- 2005: Çılgın Yuva (Fernsehserie)
- 2006: Eksi 18 (Fernsehserie)
- 2009: Kutsal Damacana 2: İt Men (Film)
- 2010: Herkes mi Aldatır? (Film)